# Marc Pugh
Marc Anthony Pugh, född 2 april 1987 i Bacup, är en engelsk fotbollsspelare. 

## Karriär
Pugh debuterade i Premier League den 8 augusti 2015 i en 1–0-förlust mot Aston Villa.
Den 27 juli 2019 värvades Pugh av Queens Park Rangers, där han skrev på ett ettårskontrakt med option på ytterligare ett år. På grund av klubbens ekonomiska situation till följd av coronaviruspandemin släpptes Pugh av QPR i juni 2020.
I oktober 2020 återvände Pugh till Shrewsbury Town på ett korttidskontrakt fram till januari 2021.